# Ulica Katowicka w Katowicach

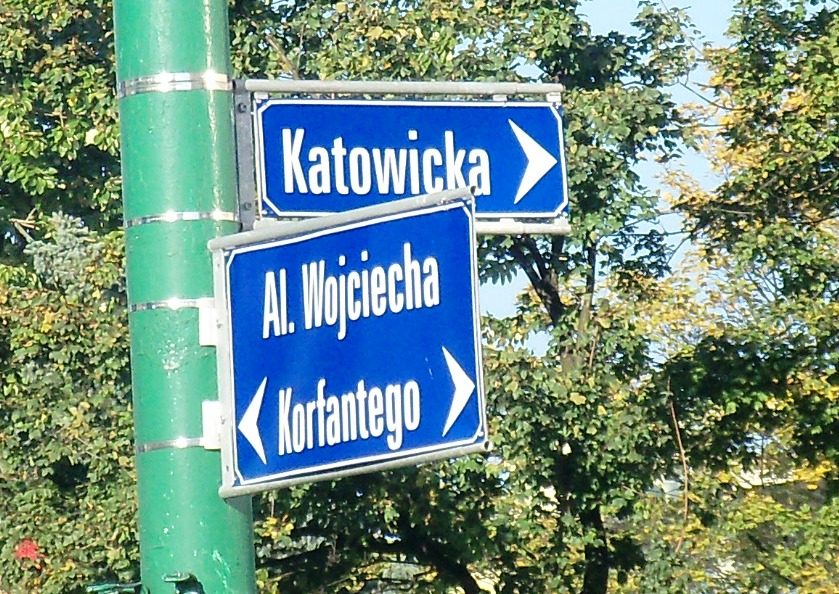
Tabliczki przy skrzyżowaniu ul. Katowickiej i al. W. Korfantego

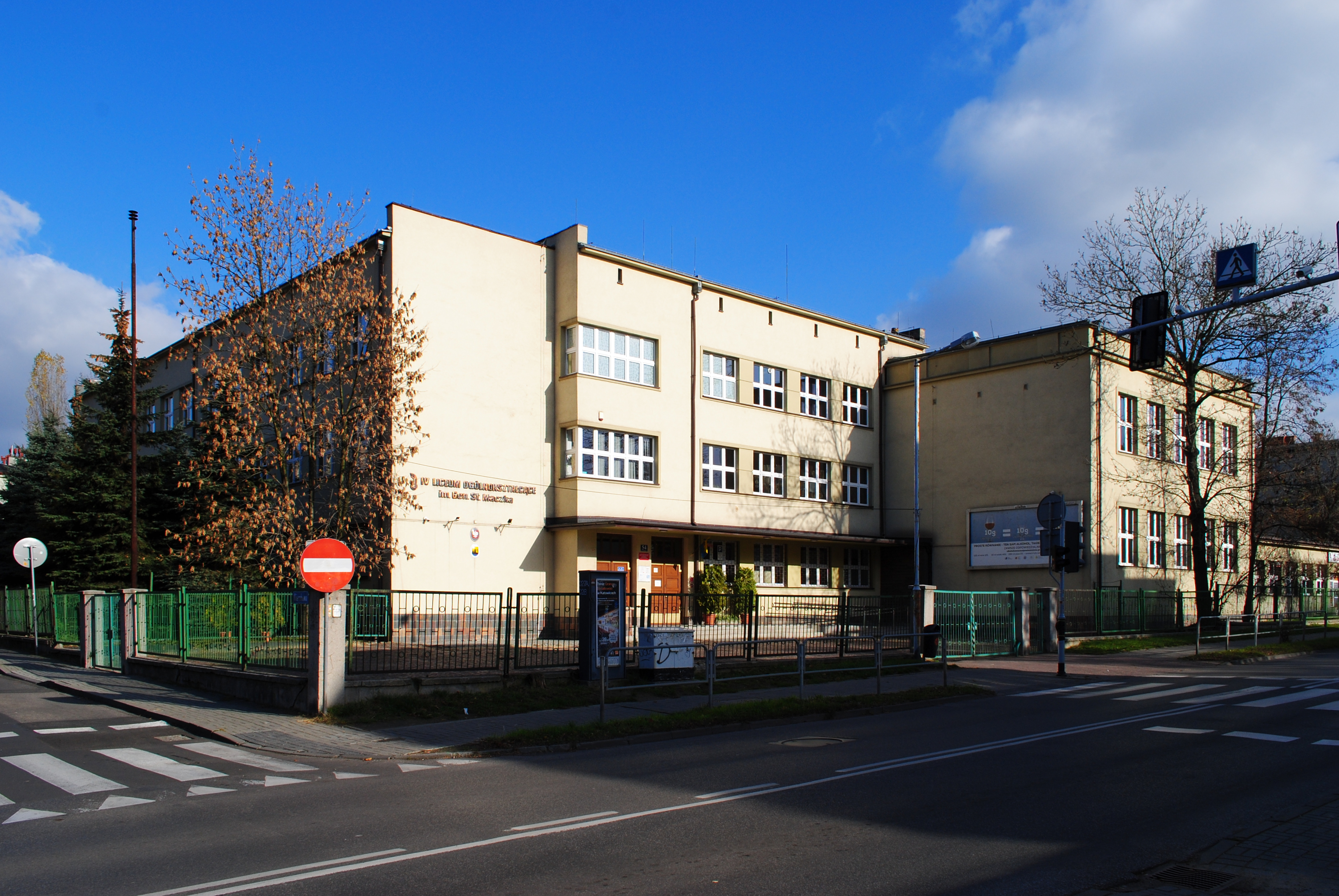
Budynek IV LO im. St. Maczka

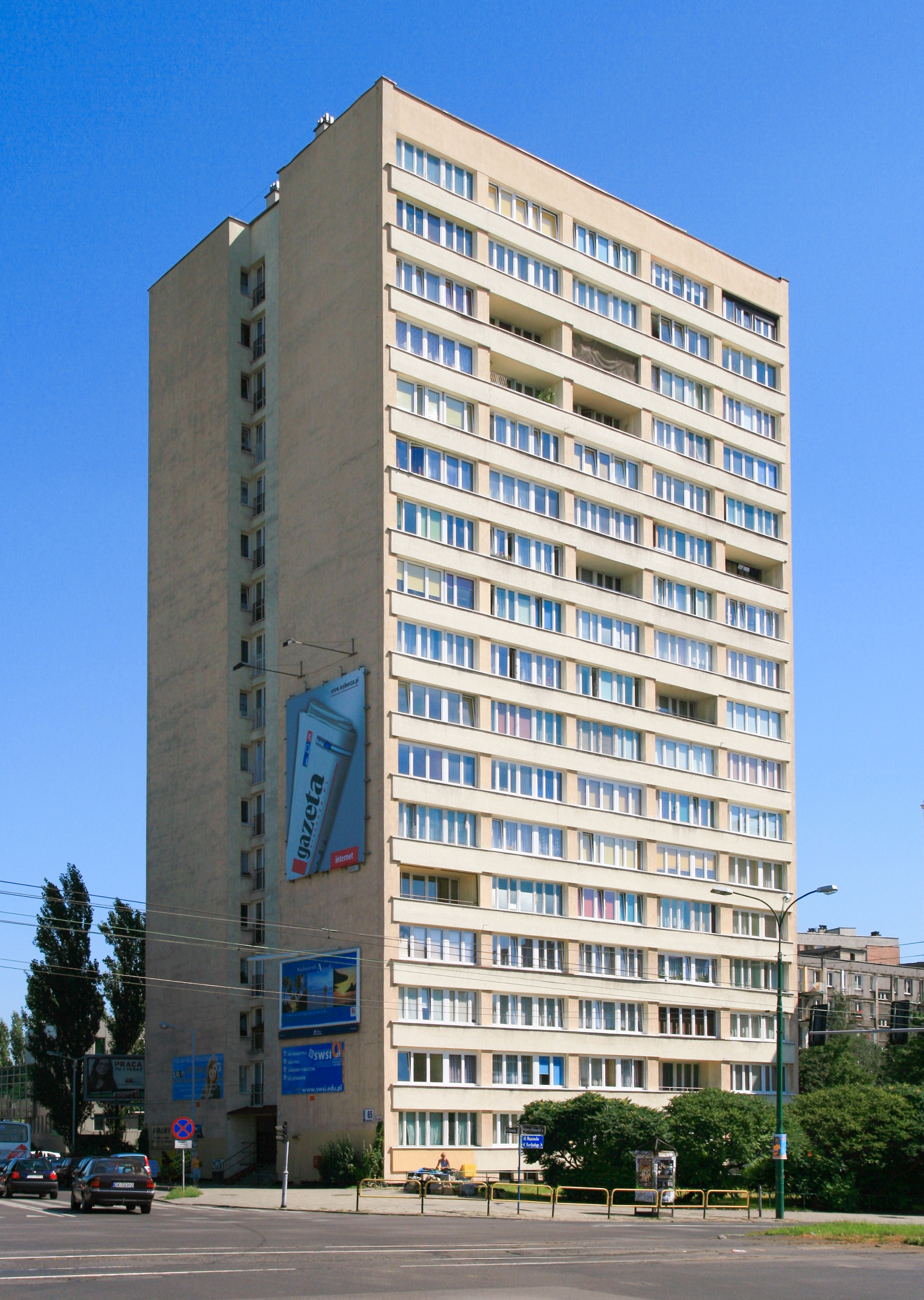
Wieżowiec mieszkalny „Górnik I” (ul. Katowicka 65)

Ulica Katowicka w Katowicach (do 1922 Hohenlohehütterstraße, w latach 1939−1945 Kalidestraße, w latach 1945−1990 Róży Luksemburg) − jedna z ważniejszych ulic łącząca dzielnice Bogucice i Koszutka.

## Przebieg
Ulica rozpoczyna swój bieg od skrzyżowania z ul. Leopolda, ul. ks. Leopolda Markiefki i ul. Ludwika, obok bazyliki św. Szczepana. Następnie biegnie obok placu Wincentego Wajdy (do 1939 plac Stefana), krzyżuje się z ul. Bończyka, ul. Wiązową, ul. Górną. Za skrzyżowaniem z ul. Ordona przebiega obok Zakładu Targowisk Miejskich i placu Gwarków. Kończy swój bieg przy skrzyżowaniu z aleją Wojciecha Korfantego i ul. Misjonarzy Oblatów MN.

## Opis
Nazwa ulicy pochodzi z czasów, gdy Bogucice nie wchodziły w skład Katowic, a droga prowadziła do tego miasta.
Ulica do 1922 nosiła nazwę Hohenlohehütterstraße (część koszucka) i Kattowitzerstraße (część bogucicka). W latach 1922−1939 część bogucicka (od ul. L. Markiefki do ul. Górnej) nazywała się ul. Katowicka, od ul. Górnej do ul. Zamkowej (obecnie al. Wojciecha Korfantego) w części koszuckiej − ul. Wełnowska; w latach 1939−1945 Kalidestraße, w latach 1945−1990 Róży Luksemburg.
Zabudowa wokół ulicy Katowickiej zaczęła powstawać w drugiej połowie XIX wieku. Były to familoki o wysokości od dwóch do czterech kondygnacji, przeznaczone dla pracowników kopalni „Ferdynand”. Przy ul. Katowickiej znajdował się jeden z jej szybów wydobywczych. W latach trzydziestych XX wieku przy ulicy wzniesiono robotnicze osiedle mieszkaniowe. W 1936 wzniesiono bloki mieszkalne pod numerami 31, 33, 35, 37, 39, które zawierały razem 117 mieszkań oraz bloki pod numerami 56, 58, 60, zawierające 72 mieszkania. W dwudziestoleciu międzywojennym pod numerem 5 funkcjonowała restauracja, której właścicielem był Jan Muc.
W lutym 2011 w rejonie ulicy kręcono sceny do filmu „Jesteś Bogiem”, opowiadającego o zespole Paktofonika.
Ulicą Katowicką na całej swojej długości kursują autobusy na zlecenie Zarządu Transportu Metropolitalnego (ZTM).

## Obiekty i instytucje
Przy ulicy Katowickiej znajdują się następujące historyczne obiekty:
- kamienice mieszkalne (ul. Katowicka 2, 9, 11), wzniesione na początku XX wieku w stylu historyzmu[16];
- kamienice mieszkalne (ul. Katowicka 3, 7), wybudowane pod koniec XIX wieku w stylu historyzmu[16];
- kamienica mieszkalna (ul. Katowicka 4), wzniesiona na początku XX wieku w stylu modernizmu[16];
- kamienica mieszkalna (ul. Katowicka 21), wybudowana na przełomie XIX i XX wieku w stylu historyzmu[16];
- dom i dawna kuźnia (ul. Katowicka 26), nie zachowana w całości[17], wzniesione pod koniec XIX wieku w stylu historyzmu[16];
- Wydział Nauk Społeczno-Pedagogicznych Wyższej Szkoły Pedagogicznej Towarzystwa Wiedzy Powszechnej w Warszawie (ul. Katowicka 27)
- osiedle domów wielorodzinnych (ul. Katowicka 29, 31, 33, 35, 37, 39, 41, 43, 45, ul. Ordona 1), wybudowane w drugiej połowie lat trzydziestych XX wieku w stylu funkcjonalizmu[16];
- dom mieszkalny (ul. Katowicka 34/36), wzniesiony w 1899 w stylu historyzmu[16];
- krzyż na cokole z 1893[16];
- osiedle domów wielorodzinnych (ul. Katowicka 44, 46, 48, 50, 52, ul. Brzozowa 3, 4), wzniesione w drugiej połowie lat trzydziestych XX wieku w stylu funkcjonalizmu[16];
- budynek IV Liceum Ogólnokształcącego im. gen. Stanisława Maczka (ul. Katowicka 54), wzniesiony w latach trzydziestych XX wieku w stylu funkcjonalizmu[16];
- osiedle domów wielorodzinnych (ul. Katowicka 56, 58, 60, 62), wybudowane w drugiej połowie lat trzydziestych XX wieku w stylu funkcjonalizmu[16];
- historyczna hala (ul. Katowicka 61), utraciła cechy zabytkowe wskutek przeróbek[17];
- wysokościowiec mieszkalny „Górnik I” (ul. Katowicka 65, wys. 60 m)[18].

Przy ul. Katowickiej swoją siedzibę ją: oddział KZGM, Policealna Szkoła Detektywów i Pracowników Ochrony, IV Liceum Ogólnokształcące im. gen. Stanisława Maczka (ul. Katowicka 54), Wyższa Szkoła Pedagogiczna TWP w Warszawie (Wydział Nauk Społeczno-Pedagogicznych w Katowicach).